# Seminars in Ophthalmology
Seminars in Ophthalmology (skrót: Semin Ophthalmol) – amerykańskie czasopismo okulistyczne wydawane od 1986. W ciągu roku ukazuje się 8 wydań.
Czasopismo jest recenzowane i publikuje klinicznie zorientowane przeglądy w zakresie diagnostyki i leczenia zaburzeń okulistycznych.  Główny nacisk położony jest na techniki chirurgiczne. Redaktorem naczelnym „Seminars in Ophthalmology" jest Thomas R. Friberg – związany z The Eye and Ear Institute w Pittsburghu (USA). W skład rady redakcyjnej (ang. editorial board) czasopisma wchodzą głównie naukowcy z różnych ośrodków akademickich w USA.
Pismo ma współczynnik wpływu impact factor (IF) wynoszący 1,401 (2018/2019). W międzynarodowym rankingu SCImago Journal Rank (SJR) mierzącym znaczenie poszczególnych czasopism naukowych „Seminars in Ophthalmology" zostało w 2018 sklasyfikowane na 55. miejscu wśród czasopism okulistycznych.
W polskich wykazach czasopism punktowanych przez Ministerstwo Nauki i Szkolnictwa Wyższego publikacja w tym czasopiśmie otrzymywała kolejno: 15-20 punktów (lata 2013-2016) oraz 70 punktów (wg listy punktowanych czasopism z 2019).
Periodyk jest indeksowany m.in. w EBSCOhost, OCLC, Current Contents, Science Citation Index Expanded, Web of Science, EMBase, Medline oraz w Scopusie. Wydawcą jest koncern Taylor & Francis.